# Malon (Wolonkoto)
Pour les articles homonymes, voir Malon.
Ne doit pas être confondu avec Malon (Bérégadougou).
Malon est un village du département et la commune rurale de Wolonkoto, situé dans la province du Léraba et la région des Cascades au Burkina Faso.

## Géographie
Malon est situé à 10 km de Wolonkoto et à 7 km de Diamon.

## Histoire
Malon est un petit village formé autour des années 1780. Le premier chef du Village s'appelait Hié Fabietou[réf. nécessaire].

## Éducation et santé
Le village accueille un centre de santé et de promotion sociale (CSPS).